# Sächsischer Bergsteigerchor Kurt Schlosser
Der Sächsische Bergsteigerchor „Kurt Schlosser“ Dresden wurde 1927 gegründet. Der Chor besteht aus 140 Männerstimmen. Zum Repertoire gehören klassische und zeitgenössische Werke ebenso wie traditionelle Bergsteiger-, Wander-, Heimat- und Volkslieder.

## Geschichte
Gegründet wurde der Chor ursprünglich als Gesangsabteilung des Touristenvereins „Die Naturfreunde – Vereinigte Kletterabteilungen Sachsen/VKA“ im Dresdner „Keglerheim“. Sein erster Dirigent war Kurt Lauterbach. Das erste Konzert fand am 14. Februar 1928 statt.
Den Namen „Kurt Schlosser“ trägt der Chor seit dem 10. September 1949. Der 1900 geborene Kurt Schlosser war selbst Mitglied im VKA. Zur Zeit des Nationalsozialismus wurde der Chor verboten, viele Chormitglieder gingen in die Illegalität. Einige Bergsteiger und Chormitglieder organisierten als rote Bergsteiger unter der Leitung von Kurt Schlosser in verschiedenen Dresdner Großbetrieben den antifaschistischen Widerstand. Die roten Bergsteiger richteten sich in der Sächsischen Schweiz eine Felshöhle in der Nähe des Felsens „Satanskopf“ im östlichen Teil der Affensteine als geheimes Büro und Schlupfwinkel ein.
Nach der Verhaftung am 3. Dezember 1943 wurde Kurt Schlosser am 16. August 1944 durch das Fallbeil hingerichtet. Auch andere Bergsteiger und Chormitglieder, wie beispielsweise Fritz Hoffmann und Rudi Lattner, fielen der NS-Justiz zum Opfer.
Mit dem Ende des Nationalsozialismus 1945 nahm der Chor seine Sangestätigkeit wieder auf. In den Jahren 1975 bis 1990 erhielt der Chor große Unterstützung durch die Reichsbahndirektion Dresden. Seit 1990 wird die Chorarbeit als Sächsischer Bergsteigerchor „Kurt Schlosser“ Dresden e.V. fortgesetzt.
2021 bestand die Chorleitung aus Carsten Jandura (Vorsitzender), Holger Günzler (Stellvertretender Vorsitzender), Chordirektor Axel Langmann (Chefdirigent), Kapellmeister Christian Garbosnik (Dirigent) und Elke Linder (Stimmbildung).

## Auftritte
Ersten Auftritten in Dresden folgte 1932 eine Auslandstournee in die Tschechoslowakei.
In der DDR gab es Auftritte im Dresdner Hygienemuseum und später regelmäßig im Dresdner Kulturpalast. Die meist ausverkauften Jahreskonzerte waren und sind für Freunde der Berge und des Chorgesangs regelmäßig ein „kultureller Höhepunkt“.
Dank der Qualität des Chores tritt er im In- und Ausland und in Fernsehen und Rundfunk auf. So zum Beispiel im Fernsehen der DDR in den Sendungen „Goldene Note“, „Alles singt“, „Ein Kessel Buntes“, bei der ARD in den Sendungen „Zauberhafte Heimat“ und „Melodien für Millionen“. Seine Tourneen führten den Chor in die ehemals sozialistischen Länder Polen, Bulgarien, ČSSR, DVR Korea, UdSSR, aber auch in das „NSW“. So trat der Chor mehrfach in Westdeutschland auf (1967, 1968, 1978, 1979, 1980). Seit der Wende folgten Auftritte in der Schweiz, Österreich, den USA und in Kanada, sowie in Italien. In der Zeit von 1969 bis 2000 hatte der Chor etwa 150.000 Gäste bei seinen Auftritten im In- und Ausland.
Die Chorproben finden immer dienstags um 19 Uhr im Ehrenfried-Walther-von-Tschirnhaus-Gymnasium statt.

## Programme
Das Repertoire des Chors reicht von Humor und stimmungsvollen Baudenabenden bis zu klassischen Bergliedern auf Natur- und Kunstbühnen. Zu den Besonderheiten vor allem der Konzerte im Kulturpalast Dresden (wie z. B. dem traditionellen Jahreskonzert) gehört das Motto: z. B. „Uns rufen die Berge“ (1995), „Kameraden der Berge“ (2002), „Ein Jahr in den Bergen“ (2005).

## Bergsingen
Seit seiner Gründung singt der Chor auch in der freien Natur im Elbsandsteingebirge. Wegen des Andrangs der Zuhörer und der damit verbundenen Probleme für die Natur forderte die Nationalparkverwaltung 1995 einen anderen Standort für das Bergsingen. Seitdem findet das traditionelle Bergsingen auf der großen Wiese am Fuße des Kleinhennersdorfer Steins jedes Jahr am 2. Sonntag im September 15 Uhr statt. Der neue Standort für das „Bergsingen“ wurde gewählt, weil sich seit 1928 in Kleinhennersdorf die Hütte des Bergsteigerchores befindet. Der Chor tritt in Kleinhennersdorf auch zur Wintersonnwende auf dem Festplatz auf.

## Denkmale
Der Bildhauer Walter Howard schuf 1982 ein Sandsteinrelief, das an die I. Deutsche Arbeiter-Bergsteiger-Kaukasus-Expedition im Jahr 1932 erinnert. An dieser Expedition waren die Sänger und Alpinisten Hans Damme (II. Tenor), Franz Ruge (II. Bass), Hans Donath, Willi Facius (beide II. Tenor) und Walter Saalfeld (I. Tenor) beteiligt.
Im Jahr 1987 schuf Walter Howard eine 2,40 Meter hohe, eine Tonne schwere Stele aus Bad Liebenwerdaer Ton. Die Stele erinnert in Form und Gestalt an eine Felsnadel, wie sie in der Sächsischen Schweiz auftritt. Auf den Seiten der Stele wird der Widerstandskampf der Chormitglieder zur Zeit des Nationalsozialismus und die Wiedererstehung des Chores nach dem Ende des Zweiten Weltkriegs dargestellt.
Beide Denkmale stehen vor der Chorhütte in der Sächsischen Schweiz.

## Chor-Dirigenten
1. Kurt Lauterbach
2. Martin Kühne
3. Richard Eißler
4. Wolfgang Berger
5. Werner Matschke
6. Heiner Vogt
7. Christian Möbius
8. Alfred Kalcher
9. Karl Heinz Hanicke
10. Axel Langmann (Chefdirigent)
11. Gernot Jerxsen
12. Christian Garbosnik (Dirigent)

## Musik-CDs/LPs
In der DDR erschienene Schallplatten:
LPs:
- „Seid gegrüßt, ihr stolzen Berge“: 1972 AMIGA 845100
- „Bergfreundschaft“: 1977 ETERNA 815090

Singel/EP:
- „Aufstieg“: 1987 ETERNA 526008

CDs:
„Uns rufen die Berge“1995 | Erste CD des Chores mit 22 Berg- und Wanderliedern, davon sind neun Titel von Werner Matschke arrangiert.
„Mutter Heimat – Lieder der Völker“1997 | CD mit 25 Lieder aus neun Ländern.
„Zum Gipfel empor“1998 | Erschienen anlässlich des 70. Chorgeburtstages 1997, mit 18 Titeln als Konzertmitschnitt.
„Kameraden der Berge“2003 | Am 24. November 2002 fanden im Dresdner Kulturpalast zwei Festkonzerte zum 75. Jubiläum des Chors unter der Schirmherrschaft des Dresdner Oberbürgermeisters Ingolf Roßberg statt. Als Ehrengäste waren im Konzert Abordnungen von 15 befreundeten Chören aus Bulgarien, Österreich, den USA und Deutschland anwesend. Die CD ist ein Ausschnitt aus diesen beiden Jubiläumskonzerten.
„natürlich klassisch | klassisch natürlich“2005 | Es handelt sich dabei um einen Mitschnitt des Konzerts mit der Neuen Elbland Philharmonie am 9. Juni 2004 im Festsaal des Kulturpalastes Dresden. Solisten sind Marlen Herzog (Mezzosopran) und Jochen Kupfer (Bariton). Bergsteigerchor-Chefdirigent Axel Langmann und Generalmusikdirektor Peter Fanger dirigieren 15 Titel „von Mozart bis Montanara“.
„Menschen, die die Berge lieben“2007 | Zu 80. Jubiläum des Chores erschienen. Der Titelsong wurde von Axel Langmann nach einem Goethe-Text für den Bergsteigerchor komponiert und arrangiert. Bei der Auswahl der 27 Titel handelt es sich fast ausschließlich um Berg- und Wanderlieder, die bisher kaum auf Tonträger gebracht wurden. Viele Lieder entstanden in Zusammenarbeit mit dem Chor.
„Gipfelblick“Mischung aus traditioneller Chorliteratur und modernem Liedgut.
„Panorama“2016 | „Best of“ des Chores sowohl a cappella als auch mit Instrumentalbegleitung oder Sinfonieorchester
„Lustige Brüder“2021 | Die neue CD des Chores widerspiegelt sein vielfältiges nationales und internationales Repertoire in eindrucksvoller Manier. Enthalten sind Waders „Heute hier, morgen dort“ und McCartneys „Mull of Kintyre“ genauso wie „Katjuscha“, „Signore delle cime“ und „La Montanara“.

## Videos
- „Zum Gipfel empor – Faszinierendes Elbsandsteingebirge“
- „Bergheimat Oberlausitz – Eine Wanderung mit dem Bergsteigerchor ‚Kurt Schlosser‘“
- „Zauberhaftes Ost-Erzgebirge – Unterwegs zwischen Weesenstein und Zinnwald“
- „75 Jahre Sächsischer Bergsteigerchor „Kurt Schlosser“ Dresden“
- „Faszinierendes Dresden“
- „Heute hier – morgen dort“ – Das letzte Jahreskonzert im „alten“ Festsaal des Kulturpalastes Dresden 2011 – ein Mitschnitt auf Video-DVD und Audio-CD im Doppelpack.
- „90 Jahre Bergsteigerchor“ – Das Jubiläumskonzert im neuen Konzertsaal des Kulturpalastes Dresden 2017 – Mitschnitt auf DVD und erstmals auch auf Blu-ray-Disc

## Kinderchor
Der Pionier- und Jugendchor des Bergsteigerchores Kurt Schlosser war ein gemischter Kinderchor. Er wurde 1964 gegründet.